# Love Forever (JYONGRIのアルバム)
Love Forever（ラヴ フォーエヴァー）は、JYONGRIの2枚目のオリジナルアルバムである。

## 概要
- 前作から約1年4ヶ月ぶりのオリジナルアルバム。
- タイトル通り、愛をテーマにした楽曲が収録されている。
- 先行シングル「Unchanging Love -君がいれば-」のヒットにより初動売り上げは自己最高の約13,000枚を記録。順位も前作25位より大幅に上昇した。

## 収録曲
全作詞･作曲: JYONGRI
1. Love Forever
2. Tender Touch
3. Kissing Me
4. Unchanging Love ～君がいれば～ (with Whisper)
5. Catch me
6. Lullaby For You
7. 私の太陽
サビがロックチューンになっており、スタッフからの得票数が高い楽曲である。歌入れが相当難しかったようである。
8. 泣いてもいいよ
感情を押し殺す大人たちを見る中で思い浮かんだテーマであり、15分ほどで完成した楽曲である。
9. You're the One
10. Lovers DRIVE
「神戸コレクション2007 AUTUMN/WINTER」のテーマとして書き下ろされた。
11. The Chills
12. Still in Love
13. STARS